# The Massmissile
The Massmissile, тж. The Mass Missile (яп. ザ・マスミサイル) — японская рок-группа. Получила широкую известность благодаря своей песне Ima made nando mo, прозвучавшей в популярном аниме Наруто.
Композиции The Massmissile запоминаются гармоничным сочетанием рок- и поп-музыки и лирических текстов. Основные мотивы песен The Massmissile — это целеустремлённость (Ima made nando mo, Kono mama ja kono mama de mo, Ima), становление личности и взросление (Naruhodo, Ichininmae, Youshoki, Shogakusei no natsu, и др.), дружба (Nakama no uta), любовь (Tenki no uta, SAIN, Tegami и др.). Мощный и эмоциональный голос солиста группы придаёт песням особую выразительность. Нередко можно услышать, как все музыканты поют хором. Ритм песен различен: от быстрых аккордов рок-музыки до медленных мелодий, как в старинных балладах. В целом композиции The Massmissile эмоциональны и содержат глубокую лирическую окраску.

## Участники
- Ёсики Такаги, Ёк-кун (яп. 高木 芳基, Takagi Yoshiki) — вокал, губная гармоника.
- Ёсукэ Нитта, Ёсукэ-сан (яп. 新田 洋輔, Nitta Yousuke) — бас-гитара.

### Покинули группу с 2007 года
- Кацутоси Ватанабэ, Кат-тян (яп. 渡部 勝敏, Watanabe Katsutoshi) — гитара.
- Такахико Ватанабэ, Ан-тян (яп. 渡部 貴彦, Watanabe Takahiko) — клавишные.
- Тадаоми Такэмура, Такэ-тян (яп. 竹村 忠臣, Takemura Tadaomi) — ударные.

## История
Коллектив был собран в Токио в сентябре 2000 года и выступал c концертами в различных клубах. В 2002 году на собственные средства был выпущен сборник Kyoukasho (教科書). Первые выступления имели большой успех, и вскоре группа отправилась с гастролями по Японии. Вслед за этим они записали мини-альбом Nakama no uta (仲間のうた) под маркой студии Small World Records.
В 2004 году коллектив заключил договор со студией Sony Music и выпустил три сингла с композициями Ima made nando mo, Kimi ga ite kurete yokatta, Kyoukasho. Вскоре под маркой Sony Music был выпущен первый полноформатный альбом Ningen de yokatta, имевший большую популярность после показа аниме-сериала Naruto, в котором прозвучала одна из его песен. В августе 2006 года вышел второй альбом под заглавием Moyori no yume.
С каждой выпущенной композицией The Massmissile продолжала набирать популярность и обретать поклонников, как в Японии, так и за её пределами. Однако, в начале 2007 года трое музыкантов заявили о своём желании покинуть группу. В своём обращении на официальном сайте лидер группы заявил, что группа не будет расформирована, но понадобится некоторое время, чтобы найти новых участников.

## Дискография

### Синглы
1. Ima made nando mo (яп. 今まで何度も), 2004
2. Kimi ga ite kurete yokatta (яп. 君がいてくれてよかった), 2004
3. Kyoukasho (яп. 教科書), 2005
4. Haikei (яп. 拝啓), 2005
5. Ima (яп. 今), 2006

### Альбомы
1. Kyoukasho (яп. 教科書), 2002 — дебютный мини-альбом, выпущенный на самостоятельные средства.
2. Nakama no uta (яп. 仲間のうた), 2003
3. Ningen de yokatta (яп. 人間でよかった), 2004 — первый большой альбом.
4. Moyori no yume (яп. 最寄の夢), 2006

### DVD
1. Kisshouji dangan kakumei Vol.10 (яп. 吉祥寺弾丸革命Vol.10), 2007 — живой концерт с наиболее популярными композициями за период с 2000 по 2007 год. Последняя совместная работа в старом коллективе.